# Matteo Fedele
Matteo Fedele (sinh ngày 20 tháng 7 năm 1992) là cầu thủ bóng đá người Thụy Sĩ hiện đang chơi ở vị trí tiền vệ cho câu lạc bộ Thụy Sĩ FC Sion.